# Dim Records
Dim Records ist ein deutsches Independent-Label aus Ebersdorf bei Coburg, das von Ulrich Großmann, in der Szene als „Uhl“ bekannt, gegründet wurde. Das Bayerische Landesamt für Verfassungsschutz führt Dim Records in seinem Verfassungsschutzbericht von 2018 unter den rechtsextremen Vertrieben.
Das Label hat diverse Bands aus dem rechtsextremen Umfeld unter Vertrag, verkauft aber auch unpolitische Bands. Auf Grund seiner ambivalenten Haltung (Slogan: „neither red nor racist“, zu deutsch: „weder rot noch rassistisch“) wird es der sogenannten „Grauzone“ zugeordnet. Zu den bekanntesten Veröffentlichungen zählen die schwedische Band Ultima Thule und die Band Kampfzone.

## Geschichte
Ulrich Großmann war vor Gründung des Labels vor allem in der Fanzine-Szene aktiv und gab das bekannte Fanzine Clockwork Orange heraus. Von 1986 bis 1989 engagierte er sich bei den Jungen Nationaldemokraten (JN). Er war außerdem eines der Gründungsmitglieder des auch noch heute populären Nachfolgezines Moloko Plus.
1991 begann er, unter dem Namen Dim Records ein Versandhaus zu etablieren. Den Namen ließ er sich 1992 schützen. Von Beginn an setzte Großmann auf die Verbindung vornehmlich patriotischer Gruppen und exotischer Bands aus dem Oi!-Umfeld. Erste Veröffentlichung wurde 1991 die Jubiläums-CD 10 Jahre Satanische Takte von SpringtOifel aus Mainz. Noch im selben Jahr folgte die Mini-LP der chilenischen Oi!-/Punk-Band Ocho Bolas, die Latino-Herkunft der Musiker war laut Großmann „in der damaligen Skinhead-Mainstream-Szene fast schon ein kleiner Skandal […] zumindest in der Ecke, in der man uns gerne reinschreiben würde“. Es folgten Sampler aus Italien (Oi! Siamo ancora Qui!, später von Marco von der linken Band Klasse Kriminale nachgepresst) und den USA. American Headaches war eine Zusammenstellung in Europa schwer oder gar nicht zu erstehenden 7’’ des Labels Headache Records aus New Jersey. Vorwürfen, von Anfang an „auf die Verbindung vornehmlich rechtsextremer Gruppen und politisch unverdächtiger Bands aus dem Oi!Umfeld“ gesetzt zu haben, entgegnet Großmann mit dem Hinweis auf die genannten Tonträger. Die linke Band The Stab aus Italien sei „dann die erste Band, mit der wir zu tun hatten, die so etwas wie einen politischen Anspruch hatte“, gewesen. Erste Vorwürfe habe es von Anfang an gegeben, weil SpringtOifel „doch ‚die Glatzen aus Mainz‘ war[en] die vorher mit Endstufe aufgetreten sind“.
Mitte der 1990er folgten diverse Lizenzpressungen von Ultima Thule, ebenso für Midgårds Söner und Hel. Neben eindeutigen rechtsextremen Veröffentlichungen wie Kampfzone, Steelcapped Strength oder Nordwind hat Dim Records eine große Bandbreite an unpolitischem Oi!, Punk und Psychobilly im Programm.
2000 versuchte Ulrich Großmann mit Hilfe des Szeneanwalts Klaus Kunze die Auslieferung des Buches White Noise: Rechts-Rock, Skinhead-Musik, Blood & Honour – Einblicke in die internationale Neonazi-Musik-Szene aus dem Unrast Verlag per Einstweiliger Verfügung zu stoppen. Hintergrund war, dass Dim Records in dem Buch die Nähe zum Blood-and-Honour-Netzwerk unterstellt wurde. Die Richter des Landgerichts Münster lehnten die Verfügung jedoch ab, da Großmann zu dieser Zeit Poster des Blood-and-Honour-Gründers Ian Stuart Donaldson (Skrewdriver) im Angebot hatte.
Das Bundeskriminalamt in Meckenheim regte in einem Schreiben vom 27. November 2007 dazu an, die bereits 1998 erschienene CD Chartbuster der schwedischen Punk-Band The Jinx zu indizieren, da unter anderem „Ausländer und Andersdenkende in erheblichen Maße beleidigt, bzw. verächtlich gemacht“ würden. Im Laufe der Verhandlung stellte sich jedoch heraus, dass komplette Texte vom Ermittler des Bundeskriminalamts falsch übersetzt und gedeutet wurden. Die Bundesprüfstelle konnte den Argumenten und fristgerecht übermittelten Texten des Labels folgen und fällte Ende Mai 2011 das Urteil, dass „eine von dem Tonträger ausgehende Jugendgefährdung dementsprechend nicht festzustellen“ sei und „der Tonträger daher nicht in die Liste der jugendgefährdenden Medien aufzunehmen“ sei. Auch ein Indizierungsantrag von 2012 gegen das erste Kampfzone-Album Kurze Haare, schwere Boots wurde abgelehnt.
Neben seinen eigenen Platten bietet Ulrich Großmann in seinem Webshop diverse Merchandising-Artikel verschiedener Bands sowie Fanzines und Zeitschriften an, darunter einige Zeit auch die Monatszeitschrift Nation und Europa, für die er auch mehrere Artikel schrieb. Einige Zeit unterhielt er mit Willi Wucher (Pöbel & Gesocks, Scumfuck Mucke) eine geschäftliche Verbindung, die jedoch im Streit über die Grauzone im Punk-Rock und Oi! zerbrach. Eine von Ingo Taler behauptete Freundschaft zu Wucher bestreitet Großmann jedoch. Die Kontakte seien „rein geschäftlicher Natur“ gewesen, die „sog. ‚freundschaftliche Verbindung‘“ habe sich auf Anstandsbesuche beschränkt, „die niemals einen persönlichen Hintergrund außerhalb der Geschäftsbeziehung hatten“. Wucher distanzierte sich in einem Beitrag auf Indymedia 2003 von Großmann und brach alle geschäftlichen Verbindungen ab.

## Bands (Auswahl)
Für eine Liste der Veröffentlichungen siehe Dim Records/Diskografie.

### Derzeitige Bands
- Bakers Dozen
- Hel
- Hot Rod Frankie
- Kampfzone
- Midgårds Söner
- Ultima Thule

### Ehemalige Bands
- Agent Bulldogg
- Bierpatrioten
- Chaoskrieger
- Close Shave
- Endstufe
- Faustrecht
- Nordwind
- Panzerknacker
- Rabauken
- Springtoifel
- Trabireiter
- Voice of Hate
- Wilde Jungs